# Diego Fernández de Sande

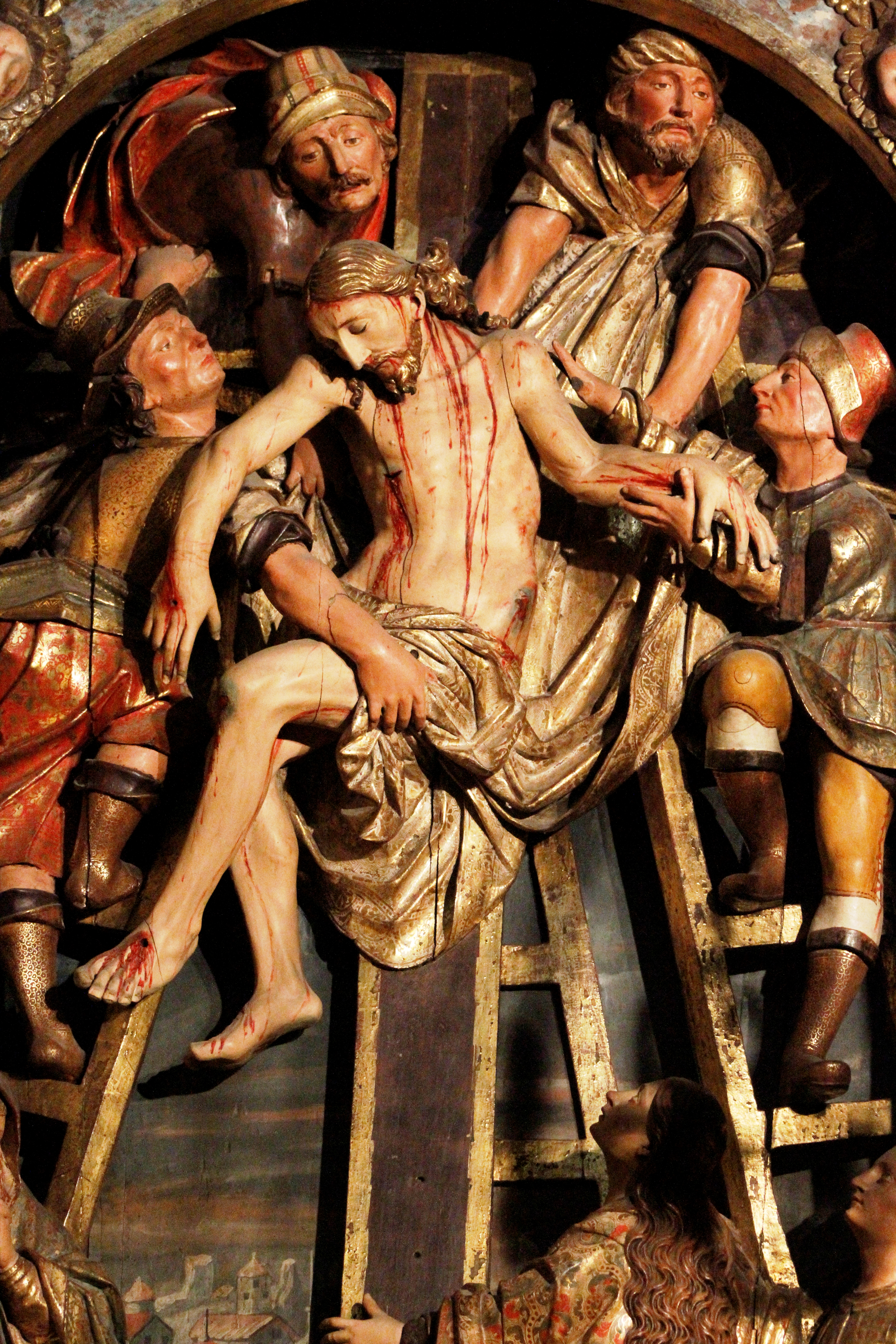
Descendimiento de la cruz, 1721, retablo de la capilla de la Prima, Catedral de Santiago de Compostela.

Diego Fernández de Sande (Noya, último tercio del siglo XVII-Celanova, 1731) fue un escultor barroco español, activo principalmente en Santiago de Compostela, de cuya catedral fue, con Fernando de Casas Novoa, maestro de obras.

## Biografía y obra
Sin noticias de su formación, en julio de 1721 la cofradía de la capilla de la Concepción o de la Prima de la catedral de Santiago de Compostela lo contrató para que se hiciese cargo del relieve del Descendimiento para el retablo de su capilla, obra del arquitecto Antonio Afonsín. El contrato estipulaba que la labra debía hacerse en madera de castaño, obligándose en la disposición de las figuras en altorrelieve a seguir el modelo de una estampa «que está en un libro de Evangelios dedicado a Alejandro VIII, que confiesa tener a la vista».
La obra debía estar acabada en seis meses, aunque todavía en julio del año siguiente Afonsín pedía al cabildo se retuviese a Sande la cantidad devengada pues tenía deudas con él. Por los mismos años esculpió para la capilla de la Virgen del Pilar de la catedral santiaguesa, patrocinada por el arzobispo Antonio de Monroy, el Santiago peregrino arrodillado ante la imagen de la Virgen, copia de la zaragozana, y la estatua orante en mármol blanco del arzobispo para su mausoleo, en la que Martín González advierte un sencillo realismo, «evitando la vanagloria que pudiera corresponder a uno de los mecenazgos más fecundos del siglo XVIII».
Rivalizó con Afonsín por la hechura del desaparecido retablo de la parroquia de San Félix o San Fiz de Solovio, sacado a subasta en septiembre de 1725. Adjudicado en primera instancia a Afosín, que se había ofrecido a realizar toda la obra por 4 600 reales, Sande se comprometió a ejecutarlo por el mismo precio y, tras consulta con el vicario general, se le entregó la obra «en atención a la mucha habilidad de que [...] estaba conceptuado». No se han conservado tampoco el retablo de san Ramón Nonato, que contrató en 1727 para el convento de los mercedarios de Conjo, ni el de san Fernando de la catedral santiaguesa, un año posterior, del que solo resta la imagen del titular. También en 1728 se hizo cargo de la parte escultórica del retablo mayor de la iglesia de los jesuitas de Santiago de Compostela, obra en lo arquitectónico de Diego de Romay e Ignacio Romero, y esculpió un relieve de la Visitación para la misma iglesia, ahora en la Universidad.
Según Manuel Murguía, que ignora la mayor parte de su obra y lo trata desdeñosamente como «artista de poca o ninguna importancia, pero que gozó —dice— de cierta notoriedad», serían suyos el Cristo a la columna de la iglesia de San Agustín, el Ecce Homo de la iglesia de la VOT y los ángeles en marfil del Santo Sepulcro, en la iglesia de Santo Domingo, que habría esculpido estando en la cárcel.
Falleció en 1731, cuando debía de hallarse en plena actividad, en el monasterio de San Salvador de Celanova, aunque el ya citado Murguía asegura, sin dar una fecha, que era tradición que murió «una noche a estocadas en la Pescadería».